# 臺南市南區志開實驗小學

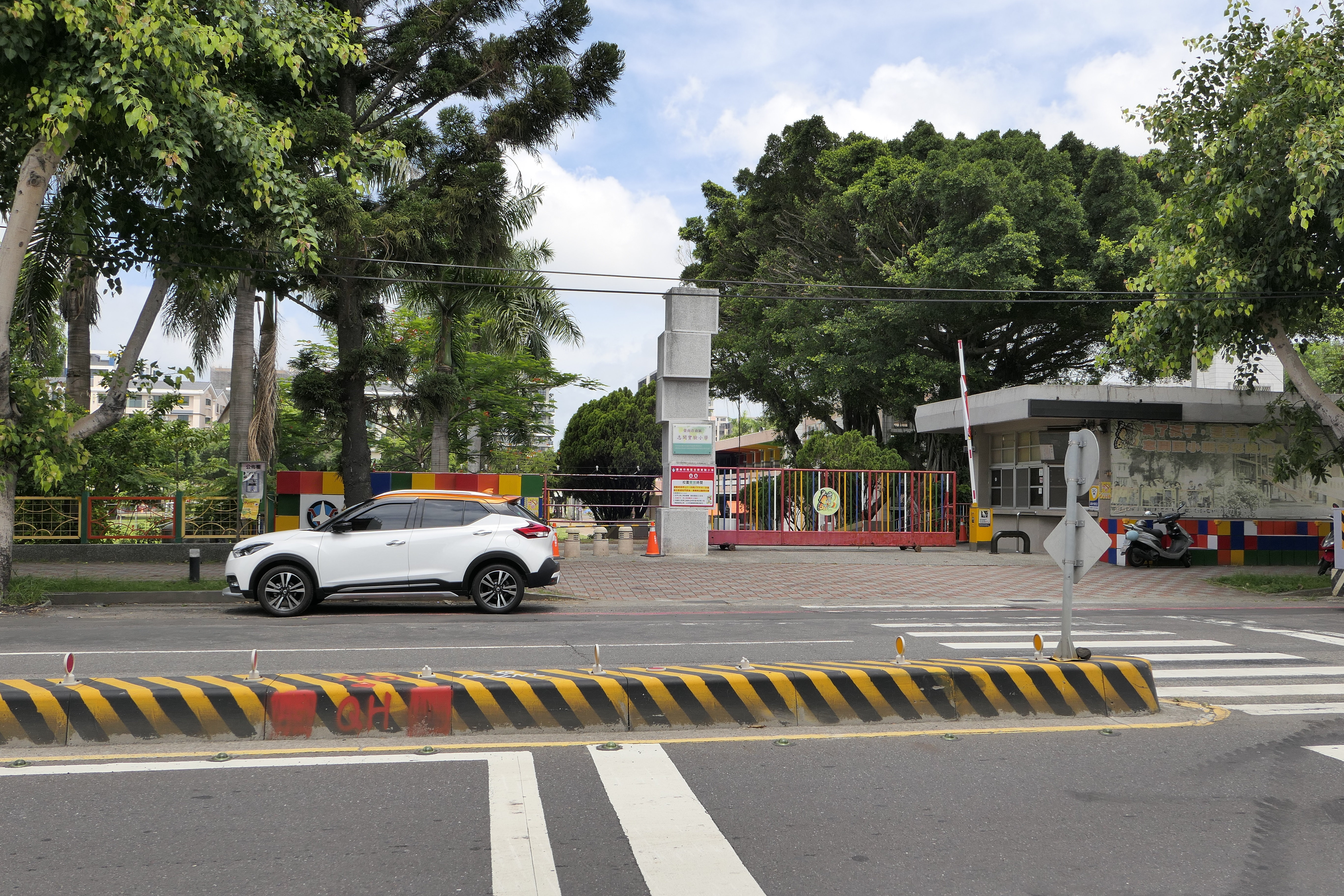
臺南市南區志開實驗小學

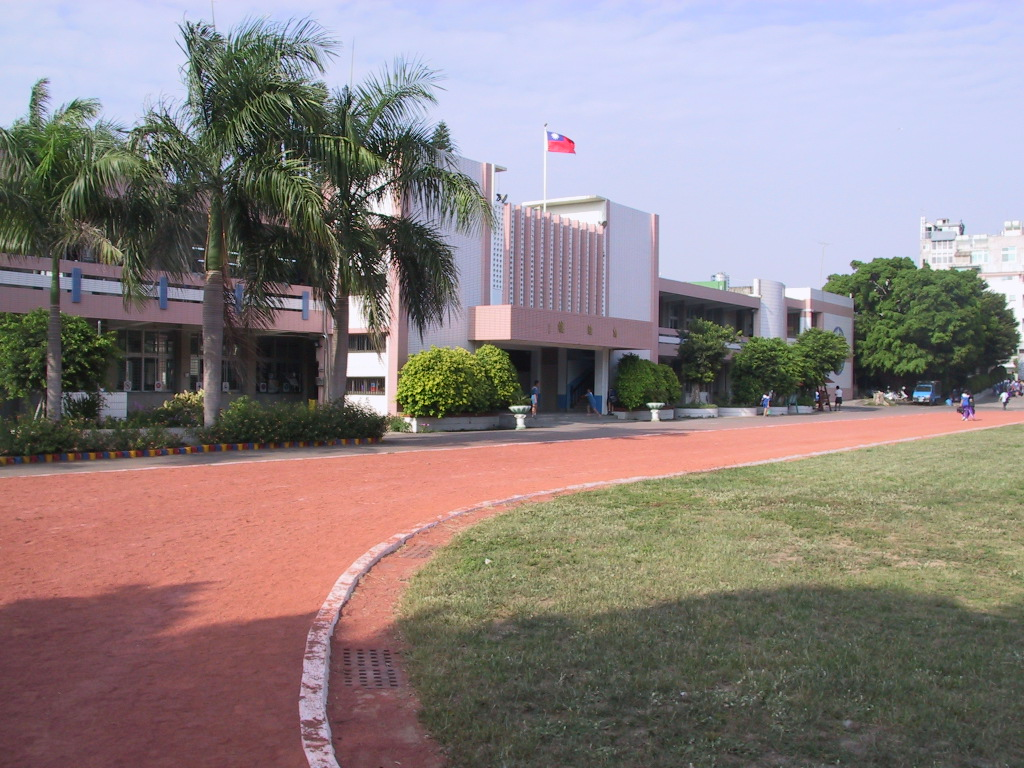
校園主建築自強樓及操場紅沙跑道

臺南市南區志開實驗小學（英文名稱：Tainan Municipal South District Jhihkai Experimental Elementary School），簡稱志開實小，是一所位於臺灣臺南市南區的市立實驗國民小學，前身為臺南市南區志開國民小學，校名係為紀念中華民國空軍王牌飛行員周志開。

## 國際交流
志開國小自1997年起，開始積極進行國際交流活動。
1997年合作專題：The Ideal City

合作學校：
- Yale Elementary School，美國科羅拉多州奧羅拉
- East Gosford Public School，澳洲新南威爾斯州高士福

1998年合作專題：Virtual School

合作學校：
- Oxford Elementary School，美國俄亥俄州克里夫蘭高地
- Albany Rise Elementary School，澳洲

1999年合作專題：VC19 Restaurant At Your Service: Japan, Taiwan, and the USA

合作學校：
- 金澤市立扇台小學校 （页面存档备份，存于），日本石川縣金澤市
- Maxwell Hill Elementary School，美國西維吉尼亞州貝克利

2000年合作專題：Happy Life

合作學校：
- 金澤市立扇台小學校 （页面存档备份，存于），日本石川縣金澤市

2001年合作專題：鐘聲傳海峽,攜手跨世紀

合作學校：
- 新城花園小學，中國江蘇省蘇州市

2009年合作專題：Artmile project

## 學校特色
- 傳統鼓藝
- 蝴蝶復育
- 食農教學
- 家政課程

## 社團
- 相聲
- 掌中戲（現已解散）
- 鼓藝團

## 外部連結
- 臺南市南區志開實驗小學 （页面存档备份，存于）